# Hobbs
Hobbs és una població dels Estats Units a l'estat de Nou Mèxic. Segons el cens del 2000 tenia 28.657 habitants.

## Demografia
Segons el cens del 2000, Hobbs tenia 28.657 habitants, 10.040 habitatges, i 7.369 famílies. La densitat de població era de 584,5 habitants per km².
Dels 10.040 habitatges en un 39,8% hi vivien nens de menys de 18 anys, en un 54,1% hi vivien parelles casades, en un 14,6% dones solteres, i en un 26,6% no eren unitats familiars. En el 23,4% dels habitatges hi vivien persones soles el 10,1% de les quals corresponia a persones de 65 anys o més que vivien soles. El nombre mitjà de persones vivint en cada habitatge era de 2,72 i el nombre mitjà de persones que vivien en cada família era de 3,22.
Per edats la població es repartia de la següent manera: un 30,4% tenia menys de 18 anys, un 10,3% entre 18 i 24, un 28% entre 25 i 44, un 19,4% de 45 a 60 i un 11,9% 65 anys o més.
L'edat mediana era de 32 anys. Per cada 100 dones de 18 o més anys hi havia 99,2 homes.
La renda mediana per habitatge era de 28.100 $ i la renda mediana per família de 33.017 $. Els homes tenien una renda mediana de 31.352 $ mentre que les dones 20.841 $. La renda per capita de la població era de 14.209 $. Aproximadament el 20,2% de les famílies i el 24,2% de la població estaven per davall del llindar de pobresa.

## Poblacions més properes
El següent diagrama mostra les poblacions més properes.